# Cyrtandra auriculata
Cyrtandra auriculata är en tvåhjärtbladig växtart som beskrevs av Charles Baron Clarke. Cyrtandra auriculata ingår i släktet Cyrtandra och familjen Gesneriaceae. Inga underarter finns listade i Catalogue of Life.